# Cipinang (Beber)
Cipinang is een bestuurslaag in het regentschap Cirebon van de provincie West-Java, Indonesië. Cipinang telt 2617 inwoners (volkstelling 2010).